# Мир Сибири
МИР Сиби́ри — фестиваль этнической музыки и ремёсел. Проводится ежегодно с 2003 года (за исключением 2006, 2020 и 2021 годов) в первой половине июля, в Шушенском, на юге Красноярского края. До 2012 года назывался «Саянское кольцо». После ребрендинга в 2012 году получил название «МИР Сибири».
Учредители фестиваля — министерство культуры Красноярского края, администрация Шушенского района при поддержке Министерства культуры Российской Федерации. Председатели жюри: Артемий Троицкий (2003—2004 гг.) и Сергей Старостин (Москва) (2005, 2007— до сих пор).
Главная сцена фестиваля располагается на стадионе Шушенского (53°19′40″ с. ш. 91°55′17″ в. д.), на расстоянии 800 метров от Енисея. Продолжительность фестиваля до 2022 — три дня. С 2022 года добавили день - 4 дня.

## История фестиваля

### 2007 год
В 2007 году фестиваль, проводившийся в четвёртый раз, приобрёл статус международного; впервые на фестивале лауреатам вручали этномузыкальную премию Сибири «Золотая Ирия» — всего 12 бронзовых статуэток.

### 2010 год
Седьмой международный фестиваль этномузыки «Саянское кольцо» 2010 года стал рекордным. Более ста исполнителей и 30 тысяч зрителей. Этномузыка набирает обороты. Народные танцы, горловое пение, игра на исконно русских инструментах… Главным событием фестиваля стал российско-голландский проект «Полярис». Музыкант из Перу Хорхе Америко на «Саянское кольцо» приехал специально — продемонстрировать, как европейские и русские мотивы будут звучать на перуанских народных инструментах. «Саянское кольцо» — это большая экспериментальная площадка. Исполнители пытаются совместить джаз и фольклор, горловое пение и оперные арии. На одну сцену вышли как малоизвестные фольклорные коллективы, так и мировые звёзды этнической музыки. Неизменное кредо фестиваля — обязательный качественный живой звук всех выступлений, даже на малой сцене. На альтернативной площадке одним из лучших был Марис Янсонс, исполнитель из Латвии.

#### Лауреаты премии «Золотая Ирия» 2010 года[9]
- Лучший вокально-инструментальный ансамбль (эксперимент): проект SHAKE, г. Новосибирск, руководитель: Александров Алексей Сергеевич
- Лучший вокально-инструментальный ансамбль (этнография): фольклорный ансамбль «Красна Русь», Красноярский край, г. Бородино, руководитель: Авдеев Виктор Степанович
- Лучший вокальный ансамбль: вокальный ансамбль «ПЕРЕЗВОН», г. Екатеринбург, руководитель: Валентина Николаевна Паркулаб
- Лучший солист: Топчин Алексей Геннадьевич, Республика Алтай, руководитель: Урмат Ынтаев;

Дашима Соктоева, Республика Бурятия, руководитель: Жамбалов Саян Цыдыпович
- Лучший инструментальный ансамбль: инструментальный ансамбль SHUGARRA, г. Красноярск, руководитель: Рыков Александр Валерьевич
- Лучший детский вокально-инструментальный ансамбль: вокально-инструментальный ансамбль «ЭРТИНЕ», Республика Тыва, руководитель: Конгар-оол Ондар
- Лучший детский вокальный ансамбль: детский образцовый фольклорный ансамбль «Родничок», г. Красноярск, руководитель: Елисеева Елена Степановна
- Лучший детский солист: Усольцев Роман, г. Красноярск, руководитель: Прохорчук Оксана Николаевна
- Надежда фестиваля: Эртине Тумат, Республика Тыва, руководитель: Конгар-оол Ондар
- Легенда этномузыки: фольклорный ансамбль «Чон Коглери», Республика Хакасия, руководитель: Катаева Нина Викторовна
- Сохранение традиций: фольклорный ансамбль «СЭРГЭ», Республика Саха (Якутия), руководитель: Попова Дария Александровна

### 2011 год
Восьмой фестиваль прошёл с 8 по 10 июля 2011 года.

### 2012 год, теперь МИР Сибири
В 2012 году фестиваль проводился с 13 по 15 июля под новым именем — международный фестиваль этнической музыки и ремёсел «МИР Сибири».
Теперь главная награда фестиваля — премия «МИРА», сделанная в виде чаши-братины из бронзы на подставке из сибирского кедра, массой 5 кг
С 2012 года коллективы и музыканты, которые не прошли конкурсный отбор и не стали официально участниками фестиваля, могли выступать на «свободной сцене». Кроме того, фестиваль объявлен зоной, свободной от алкоголя.
Во время фестиваля проводился «флешмоб», в котором тысячи желающих могли получить в руки уникальные перкуссионные тоновые трубки и вместе сыграть музыку под руководством опытных дирижёров.
Главный приз «МИРа Сибири» получил ансамбль «Чиргилчин» из Тувы.

### 2013 год
Юбилейный, десятый фестиваль прошёл с 12 по 14 июля 2013 года. 38 конкурсантов-номинантов — участников и коллективов боролись за звание лауреата и победителя конкурса, обладателя премии «МИРА».
Конкурсное жюри:
- Сергей Старостин, председатель жюри;
- Анатолий Хлопков, сопредседатель жюри, художественный руководитель Красноярского государственного ансамбля песни «КрасА»;
- Владимир Царегородцев, профессор кафедры хорового и сольного народного пения Российской академии музыки им. Гнесиных;
- Алексей Шилин, профессор Московского государственного университета культуры и искусств, балетмейстер, режиссёр;
- Ондар Конгар-оол[англ.], заслуженный артист Российской Федерации, народный хоомейжи и заслуженный работник образования Республики Тыва;
- Инна Желанная, российская фолк-рок певица;
- Леонид Еремин, кандидат исторических наук, председатель геральдической комиссии Республики Хакасия, музеевед;
- Альбина Дегтярева, руководитель якутской этно-группы «Айaрхаан»[19].

Обладателем главной премии стал самобытный солист-инструменталист, гусляр Егор Стрельников из города Мещовск, Калужской области.
Почетными гостями фестиваля в этом году были: «МузЭнергоТур» (музыканты из Швейцарии, Италии, Франции, Испании, Украины, Чили и Бразилии), Нино Катамадзе и группа Insight (Грузия), «Волга» (Россия), Сергей Старостин (Россия, Москва), Инна Желанная (Россия, Москва), «Айархаан» (Россия, Якутия-Саха), Tammai (Таиланд), «Алаш» (Россия, Республика Тыва), Lada A Lado (Бразилия), Valravn (Норвегия, Дания), La Troba Kung Fu (Испания).

### 2014 год
В 2014 году фестиваль прошел с 11 по 13 июля 2014 года. Главным нововведением фестиваля стала онлайн-трансляция, которую можно было смотреть на официальном сайте «МИРа Сибири».
Из всего многообразия талантливых коллективов и солистов, подавших заявки на участие, были выбраны 44 номинанта на присуждение этномузыкальной премии «МИРА». Номинанты 2014 года представляли 25 субъектов Российской Федерации и 2 страны ближнего зарубежья — Латвию и Монголию.
Жюри конкурса:
- Сергей Старостин, председатель жюри;
- Анатолий Хлопков, сопредседатель жюри, художественный руководитель Красноярского государственного ансамбля песни «КрасА»;
- Инна Желанная, российская фолк-рок певица;
- Альбина Дегтярева, руководитель якутской этно-группы «Айaрхаан»[19];
- Владимир Царегородцев, профессор кафедры хорового и сольного народного пения Российской академии музыки им. Гнесиных;
- Тамара Пуртова, директор Государственного Дома народного творчества;
- Артур Марлужоков, заслуженный артист Алтая и Хакасии;
- Леонид Еремин, кандидат исторических наук, председатель геральдической комиссии Республики Хакасия, музеевед;.

Гран-при фестиваля было присуждено группе Khusugtun из города Улан-Батор, Монголия.
В этом году среди приглашенных гостей были: российская исполнительница world music Инна Желанная, фольклорист и вокалист Сергей Старостин с проектом «Жили-были» при участии супруги Сергея, актрисы театра и кино Ольги Лапшиной, якутская этногруппа «Айархаан», этно-рок коллектив «Ят-Ха», молдавская группа Zdob si Zdub, ансамбль из Польши Dikanda, скандинавская группа Euzen, группы «Белый Острог», «Карагод» и — музыкант из Сенегала Nuru Kane.

### 2015 год
В 2015 году фестиваль прошёл с 10 по 12 июля 2015 года. Впервые за историю фестиваля оценивались не только музыканты, но и мастера, презентовавшие народные ремесла: керамика, вышивка, ковка, куклы, деревянные изделия, национальные костюмы. Для них была учреждена мастеровая премия «МИРА».
За этномузыкальную премию «МИРА» боролся 41 номинант из 22 субъектов России, а также из Индии и Белоруссии. Красноярский край представили 8 номинантов.
Жюри этномузыкального конкурса:
- Сергей Старостин, председатель жюри;
- Анатолий Хлопков, сопредседатель жюри, художественный руководитель Красноярского государственного ансамбля песни «КрасА»;
- Инна Желанная, российская фолк-рок певица;
- Альбина Дегтярева, руководитель якутской этно-группы «Айaрхаан»[19];
- Владимир Царегородцев, профессор кафедры хорового и сольного народного пения РАМ им. Гнесиных, художественный руководитель Народного хора РАМ им. Гнесиных[28] (с 2004 по 2015);
- Ирина Козлова, заместитель директора Государственного Российского Дома народного творчества, заслуженный работник культуры Российской Федерации;
- Артур Марлужоков, заслуженный артист Алтая и Хакасии;
- Леонид Еремин, кандидат исторических наук, председатель геральдической комиссии Республики Хакасия, музеевед.

Жюри ремесленного конкурса:
- Ломанова Татьяна Михайловна, председатель жюри, доцент Красноярского государственного художественного института, член ассоциации искусствоведов России, член Союза художников России, заслуженный работник культуры Российской Федерации;
- Мигас Александр Яковлевич, заслуженный педагог Красноярского края, профессор Красноярского государственного художественного института, член Союза художников России;
- Фаткулан Ирина Вячеславовна, заведующая сектором любительского изобразительного искусства и киновидеотворчества Государственного центра народного творчества Красноярского края.

Гран-при этномузыкальной премии фестиваля получила московская вокалистка Екатерина Ноздрина, покорившая оригинальным и сильным исполнением русских народных песен.
Высшая награда среди мастеров досталась Николаю Киргизову из Дудинки — резчику по кости, автору удивительных по искренности и драматизму работ.
Хедлайнерами фестиваля стали группы «Мгзавреби» (Грузия), «Отава Ё» (Россия), «Калинов Мост» (Россия), «Намгар» (Россия, республика Бурятия), Shantalla (Шотландия-Ирландия), «Троица» (Беларусь), Kimbata (Конго), «Айархаан» (Россия, республика Саха (Якутия)), а также Сергей Старостин и Артур Марлужоков с группой «Новая Азия» (Республика Алтай).
В 2015 году «МИРу Сибири» предшествовало трагическое событие: 9 июля около 4 часов утра на 143 км автодороги М-54 «Енисей» водитель рейсового автобуса «Кызыл — Красноярск», выехал на полосу встречного движения и допустил лобовое столкновение с микроавтобусом рейса «Лесосибирск — Шушенское». Десять[уточнить] пассажиров микроавтобуса и водитель погибли,.
Фестиваль начался с минуты молчания в память о погибших в автокатастрофе, девять из которых были мастерами, следовавшими на «МИР Сибири». Сергей Старостин, Владимир Царегородцев и все участники фестиваля исполнили поминальный духовный стих «Было солнце, солнце на закате». Также организаторы попросили приглашенных гостей внести корректировки в свои выступления — начинать не с заводных хитов, а с лирических композиций.
В финале Национальной премии в области событийного туризма Russian Event Awards, который прошел в городе Казани 21 — 22 октября 2015, международный фестиваль
этнической музыки и ремесел «МИРСибири» занял первое место в номинации «Лучшее событие по популяризации народных
традиций и промыслов» и вошел в топ-5 зрительских симпатий по итогам голосования пользователей сети Интернет.

### 2016 год
2016 год поставил рекорд по количеству туристов — «МИР Сибири» посетило 34 000 человек. Впервые за историю фестиваля Гран-при конкурса на присуждение этномузыкальной премии «МИРА» получил детский коллектив — фольклорный ансамбль «Соловейка (недоступная ссылка)» (руководители Л. С. Соколова, В. И. Косырева, МАУ ДО «Детская школа искусств Мотовилихинского района г. Перми»). Гран-при мастеровой премии досталось так же самому молодому участнику конкурса — мастеру музыкальных инструментов Степану Климову из города Мыски Кемеровской области. Среди почетных гостей «МИРа Сибири» — 2016: группа «Иван Купала» (Москва), Алена Романова и музыканты группы «ДДТ» (Санкт-Петербург), группа Marimba Plus (Москва), группа «НагУаль» (Республика Беларусь), группа ElektroFolk" (Латвия), группа «Улу» (Тыва), группа FolkBeat (Москва).

### 2017 год
Международный фестиваль музыки и ремесел «МИР Сибири» возглавил ТОП-10 самых популярных этнографических мероприятий России (исключая Москву и Санкт-Петербург) по данным аналитического агентства ТурСтат.
Четырнадцатый фестиваль состоялся с 7 по 9 июля. В этом году впервые был использован канал мессенджера Telegram для оповещения посетителей о предстоящих фестивальных мероприятиях и местах их проведения, и созданы специальные фестивальные стикеры-смайлики. Онлайн-трансляцию событий с Главной фестивальной сцены можно было смотреть не только на сайте фестиваля и на краевом телеканале «Енисей», но и в официальной группе ВКонтакте.
Жюри этномузыкального конкурса:
- Сергей Старостин, председатель жюри;
- Анатолий Хлопков, сопредседатель жюри, художественный руководитель «Красноярского государственного ансамбля песни КрасА»;
- Инна Желанная, российская фолк-рок певица;
- Альбина Дегтярева, руководитель якутской этно-группы «Айaрхаан»[19];
- Владимир Царегородцев, эксперт в области хорового и сольного народного пения;
- Артур Марлужоков, заслуженный артист Алтая и Хакасии;
- Леонид Еремин, кандидат исторических наук, председатель геральдической комиссии Республики Хакасия, музеевед.
- Лев Слепнер, композитор и музыкант, руководитель музыкальной группы Marimba Plus;

Жюри ремесленного конкурса:
- Мигас Александр (Алесь) Яковлевич, председатель жюри, заслуженный педагог Красноярского края, профессор КГХИ, член Союза художников России;
- Ломанова Татьяна Михайловна[49], кандидат искусствоведения, доцент КГХИ, член Союза художников России, заслуженный работник культуры Российской Федерации;
- Беляев Василий Иванович[50], профессор, заведующий кафедрой декоративно-прикладного искусства НГПУ, член Союза художников России.

Гран-при этномузыкальной премии «МИРА» завоевала девятнадцатилетняя Антонина Агеева из Новосибирска, выступавшая в номинации «Солист-вокалист». Гран-при конкурса мастеровой премии «МИРА» получила Надежда Баринова, мастер по традиционным ремеслам, заведующая сектором изобразительного и декоративно-прикладного творчества Тверского областного Дома народного творчества.
Почетными гостями фестиваля в этом году были: Сергей Старостин (Москва), этно-джазовая группа ЯКРУНА c участницей телепроекта Голос (5 сезон) Луизой Имангуловой в составе, легендарный коллектив, больше двух десятков лет несущий в мир традиционную тувинскую музыку — Хуун-Хуур-Ту (Республика Тыва), оркестр балканской музыки Александра Каштанова Bubamara Brass Band (Москва), DJ Qwall (Республика Корея), певица Инна Желанная (Россия, Москва) презентовавшая свой новый проект «Вилы», группа Theodor Bastard (Санкт-Петербург), Authentic Light Orchestra (Армения / Белоруссия / Россия / Швейцария), дуэт Duo Klak (Австрия) и фолк-рок-группа «Мельница» (Москва) — самый долгожданный для поклонников фестиваля коллектив. Так же в качестве хэдлайнеров фестиваля получили право выступить номинанты — 2017: этно-группа «ЙАТАГАН» (Уфа) и ансамбль прогрессивной деревенской музыки «Новые Кельцы» (Москва).

### 2018 год
Юбилейный, XV фестиваль состоялся с 13 по 15 июля 2018 под эгидой Комиссии Российской Федерации по делам ЮНЕСКО.
Для участия в музыкальном конкурсе прибыли 182 человека из 15 регионов страны, в мастеровом — 12 номинантов из 9 регионов.
Жюри этномузыкального конкурса:
- Сергей Старостин, председатель жюри;
- Анатолий Хлопков, художественный руководитель «Красноярского государственного ансамбля песни КрасА»;
- Инна Желанная, фолк-рок певица;
- Альбина Дегтярева, руководитель якутской этно-группы «Айaрхаан»[19];
- Владимир Царегородцев, эксперт в области хорового народного пения и музыкального фольклора;
- Артур Марлужоков, заслуженный артист Алтая и Хакасии;
- Леонид Еремин, кандидат исторических наук, председатель геральдической комиссии Республики Хакасия, музеевед;
- Лидия Царегородцева, преподаватель русского фольклора.

Жюри ремесленного конкурса:
- Мигас Александр (Алесь) Яковлевич, председатель жюри, заслуженный педагог Красноярского края, профессор КГХИ, член Союза художников России;
- Ломанова Татьяна Михайловна[49], кандидат искусствоведения, доцент КГХИ, член Союза художников России, заслуженный работник культуры Российской Федерации;
- Беляев Василий Иванович[50], профессор, заведующий кафедрой декоративно-прикладного искусства НГПУ, член Союза художников России.

Музыкальной премии «МИРА» удостоилась сказительница Софья Брусникина из Архангельска, представившая фольклорный жанр былин. Гран-при конкурса мастеровой премии «МИРА» получил Нариман Хурдаев из Республики Дагестан, продемонстрировавший традиционный дагестанский промысел — кубачинское серебряное дело.
Почетные гости фестиваля 2018: Сергей Старостин и проект «Этносфера» (Москва), группа барабанщиков «Сансю Асуке Дайко» (Япония), обладатели премии «МИРА» — 2012 — ансамбль традиционной тувинской музыки «Чиргилчин» (Россия, Республика Тыва), певица Пелагея (г. Москва), американская джаз-вумен LaFrae Sci и «Молодёжный биг-бэнд» — джазовый оркестр, организованный на базе Красноярского колледжа искусств имени П. И. Иванова-Радкевича (США — Красноярск), певица Morgane Ji (Реюньон, Франция), группа «Мгзавреби» (Грузия), Альбина Дегтярева и группа «Айaрхаан» (Якутск), музыкант и композитор Goran Bregović c Wedding & Funeral Band (Сербия).
24-27 октября в Нижнем Новгороде, в Общенациональном финале Национальной премии в области событийного туризма Russian Event Awards 2018 фестиваль удостоен Гран-при в номинации: «Лучшее туристическое событие по популяризации народных традиций и промыслов».

### 2019 год
Впервые за всю историю Фестиваля в 2019 году «МИР Сибири» состоялся дважды.
В рамках культурной программы XXIX Всемирной зимней Универсиады с 03 по 05 марта в МВДЦ «Сибирь» им. К. Мурадяна состоялся специальный проект — Международный фестиваль этнической музыки и ремёсел «МИР Сибири. Зима». Организаторы впервые попробовали воссоздать в закрытых павильонах атмосферу летнего сибирского опенэйра, чтобы дать возможность жителям и гостям города прикоснуться не только к спортивной, но и художественной культуре разных народов мира.
Летний фестиваль традиционно прошёл во вторые выходные июля в п. Шушенское под эгидой ЮНЕСКО.
Членами жюри конкурса на присуждение этномузыкальной премии «МИРА» было рассмотрено 200 заявок из 37 регионов Российской Федерации, мастеровой премии «МИРА» — 60 заявок из 18 регионов (в номинации «традиционные ремёсла» 29 заявок, в номинации «современное декоративно-прикладное творчество» — 31 заявка).
Обладателем Гран-при этномузыкальной премии стал фольклорный ансамбль «Читинская слобода», руководитель Наталья Викторовна Рюмкина (с. Засопка, Читинский район, Забайкальский край).
Членами жюри были выбраны 14 лауреатов и 24 номинанта. Также 2019 ознаменовался появлением третьей (малой) чаши «МИРА». Обладателем специального приза Конкурса стал шестнадцатилетний Никита Зуев, руководители Виктор Германович Соловьев, Татьяна Алексеевна Кузьмина (г. Череповец, Вологодская область). Юному таланту покорилось сразу две номинации — «Солист-инструменталист» и «Солист-танцовщик».
Звание Гран-При конкурса мастеровой премии «МИРА» 2019 года получила Надежда Николаевна Хай-Хутык, г. Магадан (костюм народов Севера).
Почетные гости фестиваля 2019: этно-рок группа «АРГЫМАК» (Башкортостан), специальный проект фестиваля — Сергей Старостин (Москва), Альбина Дегтярева (Якутия), ЛаФрей Ски (Нью-Йорк) и SHUNGITE (Красноярск), фолк-фьюжн группа Speed Caravan (Алжир, Тунис, Франция), электро фолк-фьюжн группа KOSMONAVTY (Армения, Россия, Швейцария), группа Coşkun Karademir Quartet (Турция), фолк-рок группа Altan Urag (Монголия), певица Morgane Ji (Франция), этно-рок группа «Ят-Ха» (Тыва), этно-джаз-фанк группа Quarter to Africa (Израиль).

### 2020 год
Фестиваль отменен в связи с угрозой распространения новой коронавирусной инфекции.

### 2021 год
Проведение полномасштабного фестиваля перенесено на 2022 год. Конкурсная программа прошла в дистанционном формате.
В дирекцию фестиваля поступило более трёхсот заявок — 220 от музыкантов и 108 от мастеров. География конкурса включила 47 регионов России от Севастополя до Южно-Сахалинска. Также о своём желании поучаствовать в творческом состязании заявили музыканты из Румынии и Кыргызстана. Обладателей мастеровой и этномузыкальной премий «МИРА» объявили 17 июля 2021 года во время онлайн-церемонии.
По итогам решающих конкурсных испытаний Гран-при мастеровой премии «МИРА» получила мастерица ручного ткачества из Барнаула Ольга Рудаенко.
Обладателем главного приза этномузыкального конкурса стала Семейная фольклорная студия «Чебагай», Игорь, Юлия и Зоечка Гайнутдиновы из Новосибирска.
Третья чаша — малая братина, специальный приз этномузыкальной премии, досталась пермячке Ирине Пыжьяновой.

### 2022 год
Фестиваль прошёл с 7 по 10 июля в посёлке Шушенское и впервые продлился четыре дня. По официальным данным мероприятия фестиваля посетили 66,5 тысяч гостей. Это абсолютный рекорд за всю историю праздника. В центре Сибири встретились туристы из Владивостока, Анадыря, Волгограда, Хабаровска, Сочи, Риги, Белграда, Хельсинки, Лондона и десятков других городов мира. Вместе с генеральным партнёром фестиваля – компанией «Аэрофлот» – организаторы выяснили, кто проделал самый долгий путь до главной сцены «МИРа». Участником конкурсной программы из самого удаленного региона оказалась Вероника Сыромля из Севастополя.
За главный приз – отлитую из бронзы и латуни чашу-братину боролись лучшие фольклорные исполнители и мастера России.
В итоге, этномузыкальную премию «МИРА» жюри под председательством Сергея Старостина единогласно присудили женской вокальной группе Народного ансамбля песни и танца «Улуг-Хем» из Республики Тыва.
Гран-при мастерового конкурса завоевала Валентина Бельды из села Джари Хабаровского края. Мастерица покорила экспертов традиционными нанайскими костюмами из рыбьей кожи.
Малая чаша – специальный приз этномузыкального конкурса – достался дуэту Полины Дмитриевой и Никиты Ражева из Москвы.
Почётными гостями фестиваля стали: Seven Eight Band, Сергей Старостин и Арт-квартет Тима Дорофеева, группы «Отава Ё», Khoomei Beat, Namgar, Uzoritsa, музыкальный проект Zventa Sventana, певицы Shiran и Элида Алмейда, Белорусский государственный ансамбль «Песняры».